# Бас (Вијена)
Бас (фр. Basses) насеље је и општина у западној Француској у региону Поату-Шарант, у департману Вијена која припада префектури Шателро.
По подацима из 2011. године у општини је живело 342 становника, а густина насељености је износила 33,37 становника/km². Општина се простире на површини од 10,25 km². Налази се на средњој надморској висини од 79 метара (максималној 97 m, а минималној 63 m).

## Демографија
| 1962. | 1968. | 1975. | 1982. | 1990. | 1999. | 2011. |
| ----- | ----- | ----- | ----- | ----- | ----- | ----- |
| 250   | 253   | 214   | 284   | 364   | 371   | 342   |

График промене броја становника у току последњих година